# 博德曼角
博德曼角（英語：Bodman Point），是南極洲的海岬，位於葛拉漢地，處於西摩島西北岸，由奧托·努登舍爾德率領的瑞典探險隊測量，現時由南極條約體系管理。